# Dalian, Haicheng
Dalian (kinesiska: 达连, 温香镇) är en köpinghuvudort i Kina. Den ligger i provinsen Liaoning, i den nordöstra delen av landet, omkring 110 kilometer sydväst om provinshuvudstaden Shenyang. Antalet invånare är 46 312. Befolkningen består av 23 065 kvinnor och 23 247 män. Barn under 15 år utgör 14,0 %, vuxna 15-64 år 77 %, och äldre över 65 år 8,0 %.
Runt Dalian är det tätbefolkat, med 442 invånare per kvadratkilometer. Närmaste större samhälle är Fu'an, 19,4 km öster om Dalian. Trakten runt Dalian består till största delen av jordbruksmark.
Genomsnittlig årsnederbörd är 929 millimeter. Den regnigaste månaden är juli, med i genomsnitt 237 mm nederbörd, och den torraste är januari, med 10 mm nederbörd.